# Nati nel 1908/Dicembre
| Questa pagina contiene informazioni ricavate automaticamente dalle voci biografiche con l'ausilio del template Bio e di un bot. L'aggiornamento è periodico e automatico e ricostruisce completamente la pagina. Se manca una persona in questa lista, sei pregato di non aggiungerla, ma accertati piuttosto che la sua voce biografica contenga il template Bio e che i dati anagrafici siano correttamente compilati. Se il template Bio manca, inseriscilo tu stesso o, in alternativa, metti l'avviso {{tmp\|Bio}} che ne segnala la mancanza. Se i dati riportati sono sbagliati, correggi direttamente la voce biografica; le modifiche saranno visibili in questa lista entro pochi giorni. Per chiarimenti vedi il progetto biografie. La lista contiene solo le 143 persone che sono citate nell'enciclopedia e per le quali è stato implementato correttamente il template Bio. Pagina aggiornata al 10 ago 2025. |

- 1º dicembre - Helen Badgley, attrice statunitense († 1977)
- 1º dicembre - Giacomo Crismani, calciatore italiano († 1984)
- 1º dicembre - Mohammed bin Laden, imprenditore yemenita († 1967)
- 1º dicembre - Ernesto de Martino, antropologo, storico delle religioni e filosofo italiano († 1965)
- 1º dicembre - John Olliff, tennista e giornalista britannico († 1951)
- 2 dicembre - Werner Eisbrenner, compositore, pianista e arrangiatore tedesco († 1981)
- 2 dicembre - Francesco Rier, calciatore italiano († 1991)
- 2 dicembre - Robert F. Simon, attore statunitense († 1992)
- 3 dicembre - Charles F. D. Moule, presbitero, teologo e biblista britannico († 2007)
- 3 dicembre - Victor Pasmore, pittore inglese († 1998)
- 3 dicembre - Anna Sten, attrice sovietica († 1993)
- 3 dicembre - Michael Warriner, canottiere britannico († 1986)
- 3 dicembre - Pietro di Grecia, principe greco († 1980)
- 4 dicembre - Alfred Hershey, genetista statunitense († 1997)
- 4 dicembre - Hermann Springer, calciatore svizzero († 1978)
- 4 dicembre - Ester B. Valdes, cantautrice, paroliera e compositrice italiana († 1993)
- 4 dicembre - Alberto Vecchietti, giornalista, critico cinematografico e sceneggiatore italiano († 1963)
- 5 dicembre - Gerald Ketchum, militare statunitense († 1992)
- 5 dicembre - Louis Versyp, calciatore e allenatore di calcio belga († 1988)
- 5 dicembre - Flora Volpini, scrittrice, pittrice e politica italiana († 2005)
- 5 dicembre - Aracy de Carvalho, funzionaria e diplomatica brasiliana († 2011)
- 6 dicembre - Petronella Burgerhof, ginnasta olandese († 1991)
- 6 dicembre - Baby Face Nelson, criminale statunitense († 1934)
- 6 dicembre - Pierre Graber, politico svizzero († 2003)
- 6 dicembre - Rina Morelli, attrice e doppiatrice italiana († 1976)
- 6 dicembre - Angiolo Procissi, matematico italiano († 1987)
- 6 dicembre - Herman Rapp, calciatore tedesco († 1986)
- 6 dicembre - Miklós Szabó, mezzofondista ungherese († 2000)
- 7 dicembre - Oreste Capuzzo, ginnasta italiano († 1985)
- 7 dicembre - Vilém Červený, allenatore di calcio e calciatore cecoslovacco († 1977)
- 7 dicembre - Christian Coudray, militare e aviatore francese († 1941)
- 7 dicembre - John Doeg, tennista statunitense († 1978)
- 7 dicembre - Jules Staudt, pallanuotista lussemburghese († 1966)
- 7 dicembre - Son Ngoc Thanh, politico cambogiano († 1977)
- 8 dicembre - Synnøve Anker Aurdal, artista norvegese († 2000)
- 8 dicembre - Ursula Grabley, attrice e doppiatrice tedesca († 1977)
- 8 dicembre - Ion Lăpușneanu, calciatore e allenatore di calcio rumeno († 1994)
- 8 dicembre - Carlo Moretti, ciclista su strada italiano († 1952)
- 8 dicembre - James H. Morrison, politico statunitense († 2000)
- 8 dicembre - Concha Piquer, cantante e attrice spagnola († 1990)
- 8 dicembre - Manuel Urrutia Lleó, politico cubano († 1981)
- 8 dicembre - John A. Volpe, politico statunitense († 1994)
- 8 dicembre - Fiorenzo Zavattaro, hockeista su pista italiano († 1939)
- 9 dicembre - Sigmund Haringer, calciatore tedesco († 1975)
- 9 dicembre - Aden Abdulla Osman, politico somalo († 2007)
- 10 dicembre - Mario Evaristo, calciatore argentino († 1993)
- 10 dicembre - Olivier Messiaen, compositore, pianista e organista francese († 1992)
- 10 dicembre - A. H. Weiler, giornalista e critico cinematografico statunitense († 2002)
- 11 dicembre - Elliott Carter, compositore statunitense († 2012)
- 11 dicembre - Mario Daverio, aviatore e militare italiano († 1941)
- 11 dicembre - Sally Eilers, attrice statunitense († 1978)
- 11 dicembre - Amon Göth, militare e criminale di guerra austriaco († 1946)
- 11 dicembre - Vincent Martin Leonard, vescovo cattolico statunitense († 1994)
- 11 dicembre - Carlos Arias Navarro, politico spagnolo († 1989)
- 11 dicembre - Manoel de Oliveira, regista e sceneggiatore portoghese († 2015)
- 12 dicembre - Francesco Coco, magistrato italiano († 1976)
- 12 dicembre - Félix Welkenhuysen, calciatore belga († 1980)
- 13 dicembre - Ángel Darío Acosta Zurita, presbitero messicano († 1931)
- 13 dicembre - Désiré Bourgeois, calciatore belga († 1996)
- 13 dicembre - Antonio Castillo, costumista e stilista spagnolo († 1984)
- 13 dicembre - Plinio Corrêa de Oliveira, storico, politico e filosofo brasiliano († 1995)
- 13 dicembre - Van Heflin, attore statunitense († 1971)
- 13 dicembre - Sture Lagerwall, attore e regista svedese († 1964)
- 13 dicembre - Enrico Marciani, attore italiano († 2001)
- 13 dicembre - Hedda Morrison, fotografa tedesca († 1991)
- 13 dicembre - Rostislav Pljatt, attore sovietico († 1989)
- 13 dicembre - Vincenzo Vitale, pianista italiano († 1984)
- 14 dicembre - Morey Amsterdam, attore statunitense († 1996)
- 14 dicembre - Karl Bleyl, entomologo tedesco († 1995)
- 14 dicembre - Carlos Lamar, schermidore cubano
- 14 dicembre - Slavko Milošević, calciatore e allenatore di calcio jugoslavo († 1990)
- 14 dicembre - Mukai Kuma, pittore giapponese († 1987)
- 14 dicembre - Laurence Naismith, attore britannico († 1992)
- 14 dicembre - Doria Shafik, attivista, poetessa e editrice egiziana († 1975)
- 15 dicembre - Hans Eckstein, pallanuotista tedesco († 1985)
- 15 dicembre - Demetrio Neyra, calciatore peruviano († 1957)
- 15 dicembre - Attila Sallustro, calciatore e allenatore di calcio paraguaiano († 1983)
- 15 dicembre - Oreste Tarditi, pittore italiano († 1991)
- 15 dicembre - Gualberto Villarroel, militare e politico boliviano († 1946)
- 15 dicembre - Evgenij Viktorovič Vučetič, scultore sovietico († 1974)
- 16 dicembre - Sonja Graf, scacchista tedesca († 1965)
- 16 dicembre - Hans Schaffner, politico svizzero († 2004)
- 16 dicembre - Maurizio Tempestini, designer italiano († 1960)
- 16 dicembre - Remedios Varo, pittrice spagnola († 1963)
- 17 dicembre - Štefan Čambal, allenatore di calcio e calciatore cecoslovacco († 1990)
- 17 dicembre - Willard Frank Libby, chimico statunitense († 1980)
- 17 dicembre - Raymond Louviot, ciclista su strada, pistard e dirigente sportivo francese († 1969)
- 18 dicembre - Bruno Castellarin, politico italiano († 1971)
- 18 dicembre - Celia Johnson, attrice britannica († 1982)
- 18 dicembre - Riccardo Masnata, partigiano italiano († 1944)
- 18 dicembre - Jack Pickering, calciatore inglese († 1977)
- 18 dicembre - Hans Scheele, ostacolista tedesco († 1941)
- 18 dicembre - Angelo Piero Sereni, giurista italiano († 1967)
- 18 dicembre - Şehzade Mehmed Nizameddin, principe ottomano († 1933)
- 19 dicembre - Anne Anastasi, psicologa statunitense († 2001)
- 19 dicembre - Walter Budrun, cestista statunitense († 2003)
- 19 dicembre - Gisèle Freund, fotografa francese († 2000)
- 20 dicembre - Max Ingrand, vetraio, decoratore e designer francese († 1969)
- 20 dicembre - Dennis Morgan, attore e cantante statunitense († 1994)
- 20 dicembre - Giorgio Zucchelli, militare italiano († 1937)
- 21 dicembre - Luigi Barzini, giornalista e politico italiano († 1984)
- 21 dicembre - Marisa Cerani, schermitrice italiana († 1997)
- 21 dicembre - Vittorio Polli, imprenditore e letterato italiano († 2007)
- 22 dicembre - Max Bill, architetto, pittore e scultore svizzero († 1994)
- 22 dicembre - Gianluigi Bonelli, fumettista, scrittore e editore italiano († 2001)
- 22 dicembre - Vitalij Aleksandrovič Čechover, scacchista e compositore di scacchi russo († 1965)
- 22 dicembre - Riccardo Divora, canottiere italiano († 1951)
- 22 dicembre - Giacomo Manzù, scultore e pittore italiano († 1991)
- 22 dicembre - Paula Mollenhauer, discobola tedesca († 1988)
- 22 dicembre - Kočo Racin, poeta e scrittore macedone († 1943)
- 23 dicembre - Hugo Hadwiger, matematico svizzero († 1981)
- 23 dicembre - Yousuf Karsh, fotografo canadese († 2002)
- 23 dicembre - Sergéj Urusévskij, direttore della fotografia e regista sovietico († 1974)
- 24 dicembre - Natale Colarich, partigiano e politico italiano († 1944)
- 24 dicembre - Max David, giornalista italiano († 1980)
- 24 dicembre - Nino Lupi, calciatore svizzero († 1990)
- 25 dicembre - Quentin Crisp, scrittore, modello e attore britannico († 1999)
- 25 dicembre - Helen Twelvetrees, attrice statunitense († 1958)
- 25 dicembre - Alfred Wiesner, architetto, imprenditore e partigiano austriaco († 1981)
- 25 dicembre - Herman Wold, statistico svedese († 1992)
- 26 dicembre - Giovanni Bellocchio, militare italiano († 1937)
- 26 dicembre - Ralph Hill, mezzofondista statunitense († 1994)
- 26 dicembre - Lars Martinsen, calciatore norvegese († 1956)
- 26 dicembre - Gustavo Teixeira, calciatore portoghese († 1987)
- 27 dicembre - Karl Berg, arcivescovo cattolico austriaco († 1997)
- 27 dicembre - Steve Halaiko, pugile statunitense († 2001)
- 28 dicembre - Lew Ayres, attore e regista statunitense († 1996)
- 28 dicembre - Adriana De Roberto, attrice e doppiatrice italiana († 1996)
- 28 dicembre - Pres Slack, cestista statunitense († 1993)
- 28 dicembre - Adolfo Suárez Morán, calciatore spagnolo († 1968)
- 29 dicembre - Claire Dodd, attrice statunitense († 1973)
- 29 dicembre - Gyula Futó, calciatore ungherese († 1977)
- 29 dicembre - Helmut Gollwitzer, teologo e scrittore tedesco († 1993)
- 29 dicembre - George Mills, calciatore britannico († 1970)
- 30 dicembre - Giuseppe Cornara, calciatore italiano († 1996)
- 30 dicembre - Flaviano Magrassi, medico e virologo italiano († 1974)
- 30 dicembre - Jules Vandooren, calciatore e allenatore di calcio francese († 1985)
- 31 dicembre - Jim Brown, allenatore di calcio e calciatore scozzese († 1994)
- 31 dicembre - Herbert Dill, marciatore tedesco († 1942)
- 31 dicembre - Silvio Hernández, cestista messicano († 1984)
- 31 dicembre - Pauline de Rothschild, scrittrice e traduttrice francese († 1976)
- 31 dicembre - Vasilij Smirnov, calciatore sovietico († 1987)
- 31 dicembre - Simon Wiesenthal, ingegnere e scrittore austriaco († 2005)